# Javier López de Uribe
Javier López de Uribe y Laya (Logroño, 18 de mayo de 1943) es un arquitecto español.

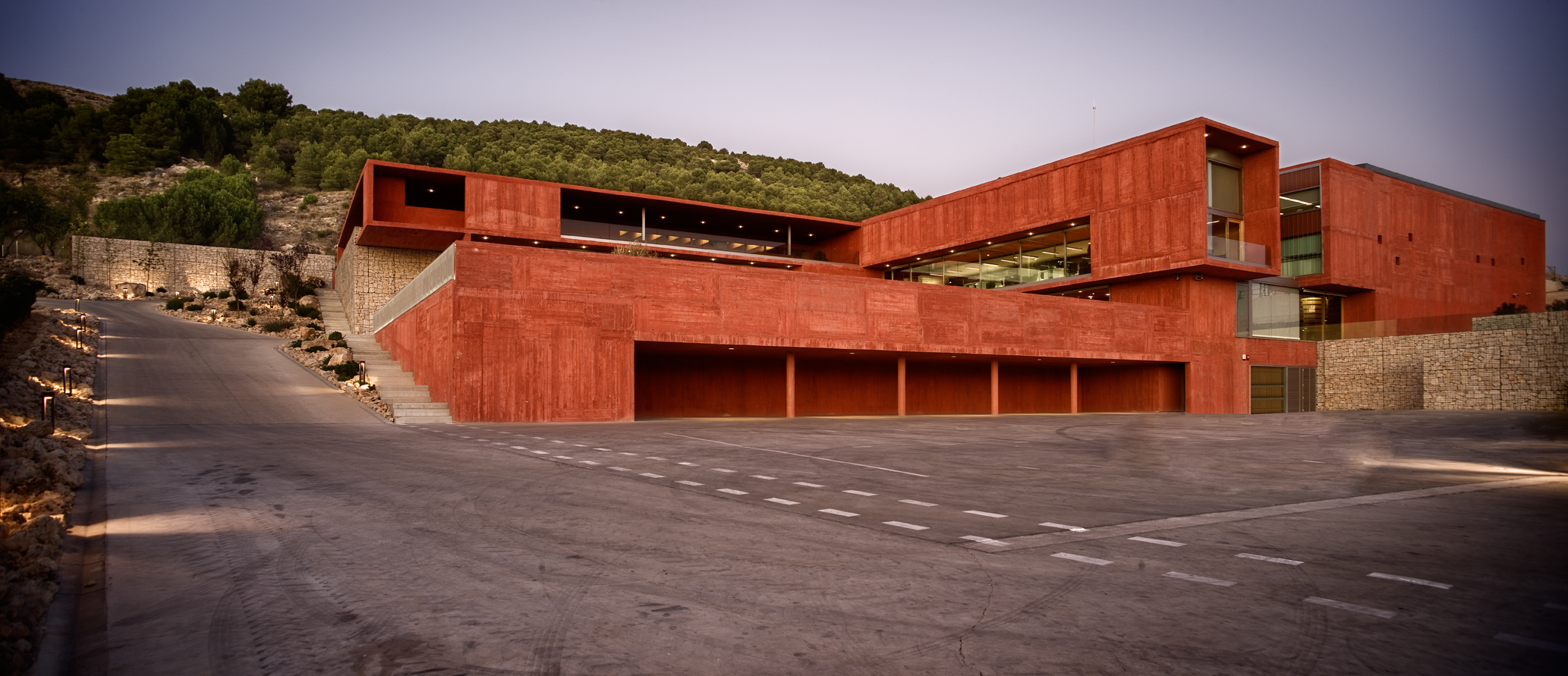
Bodega Pago de Carraovejas

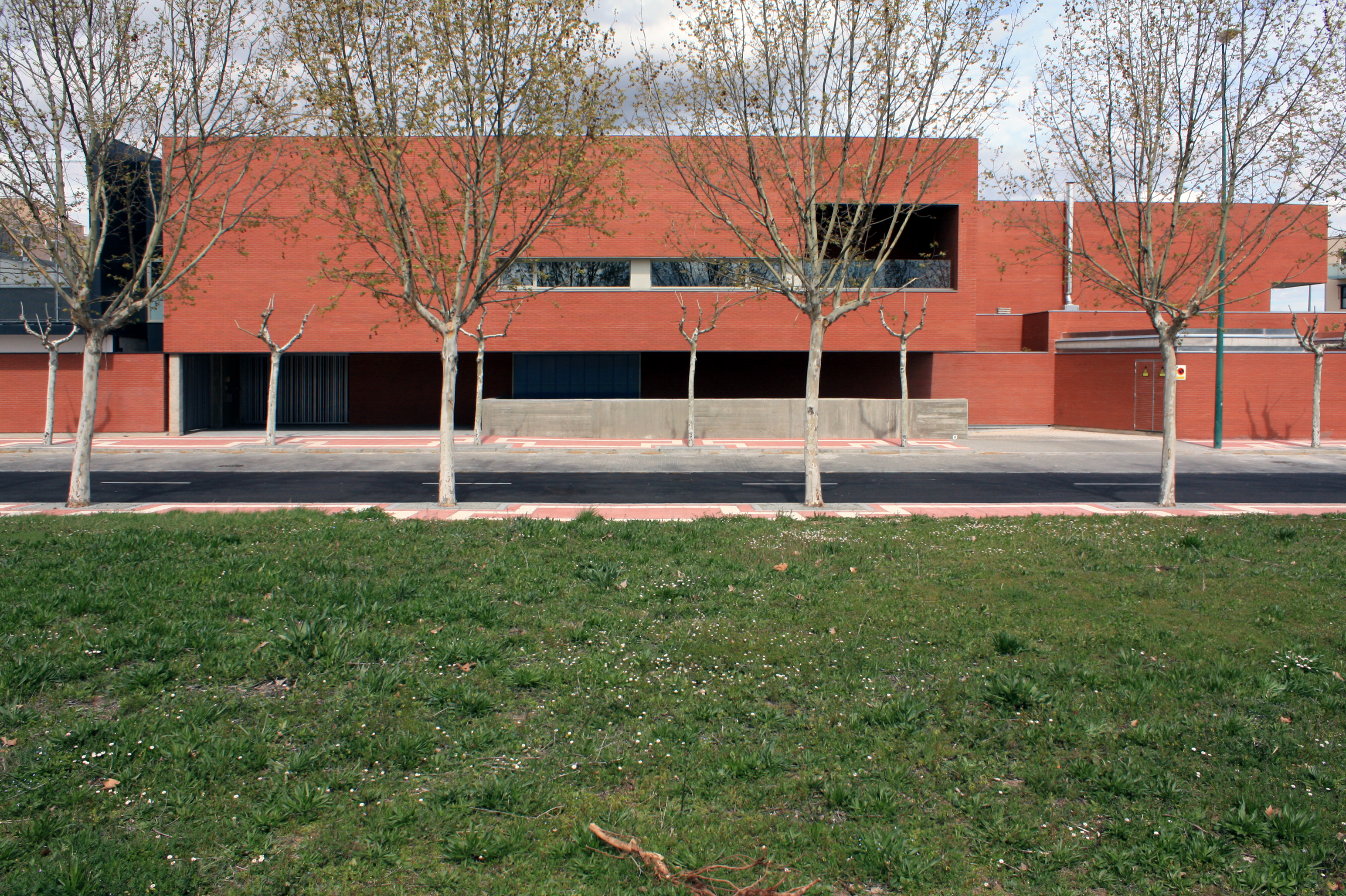
Centro Deportivo NIARA. Valladolid

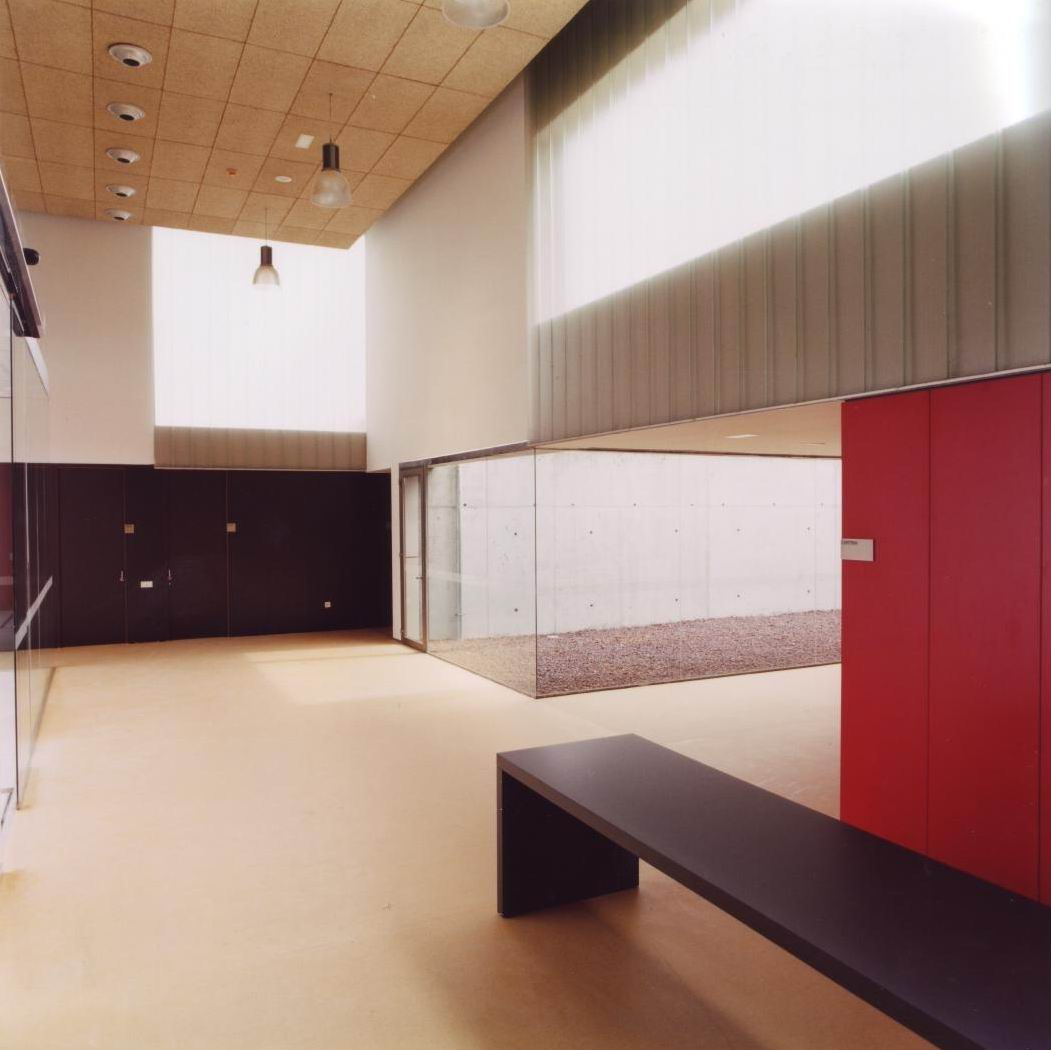
Residencia ASPAYM. Valladolid

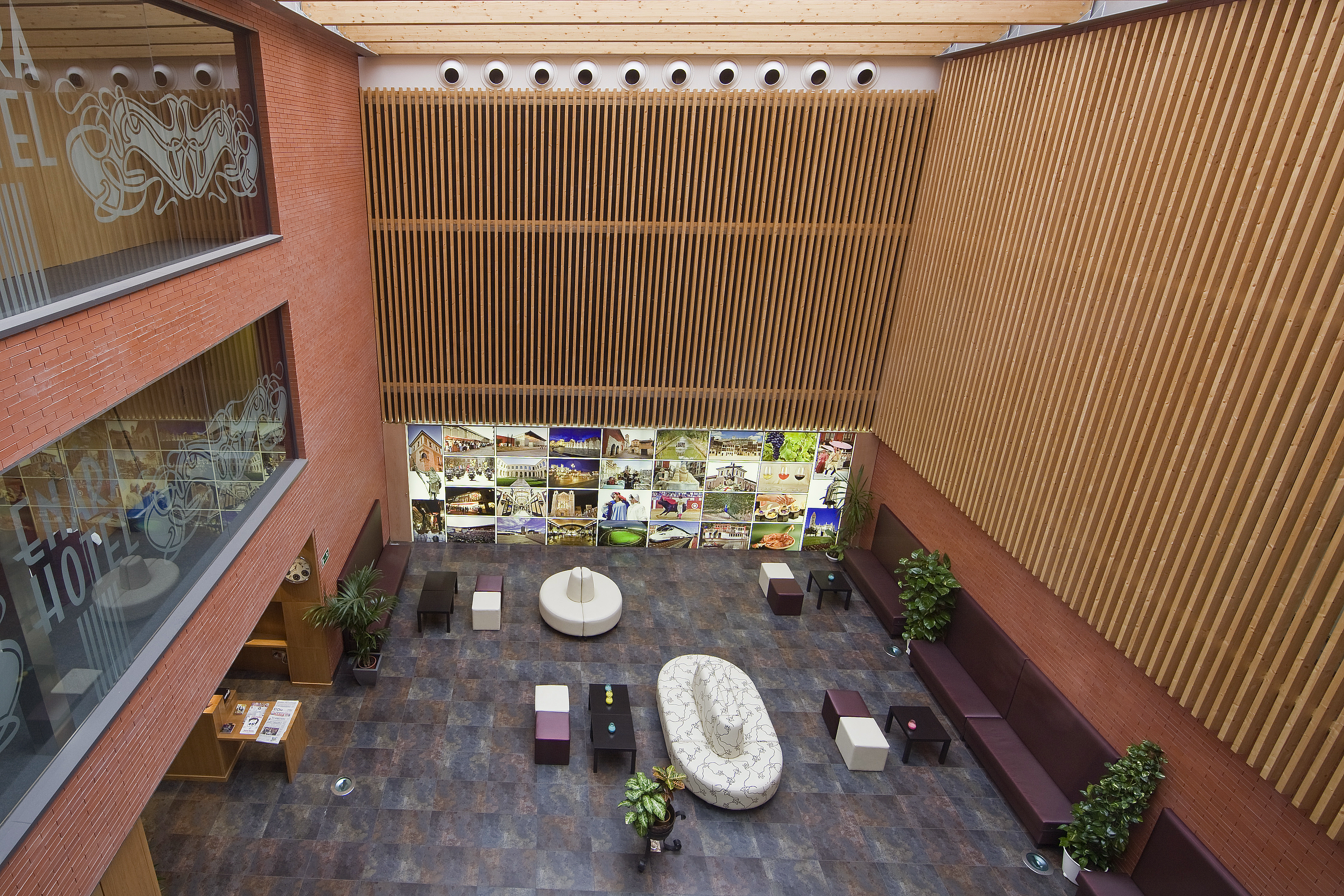
Foyer Hotel Enara. Valladolid

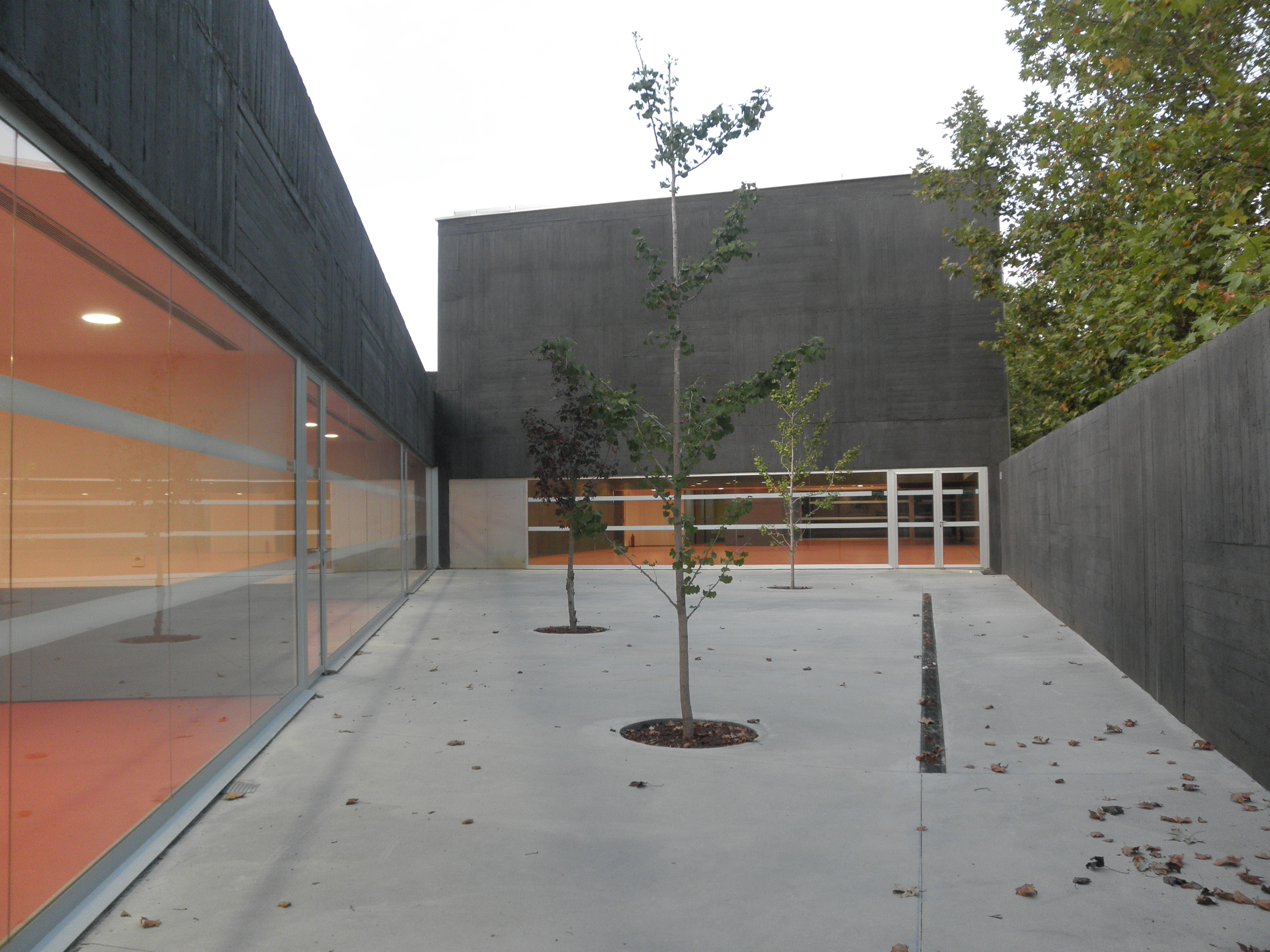
Patio Residencia ASPAYM. León

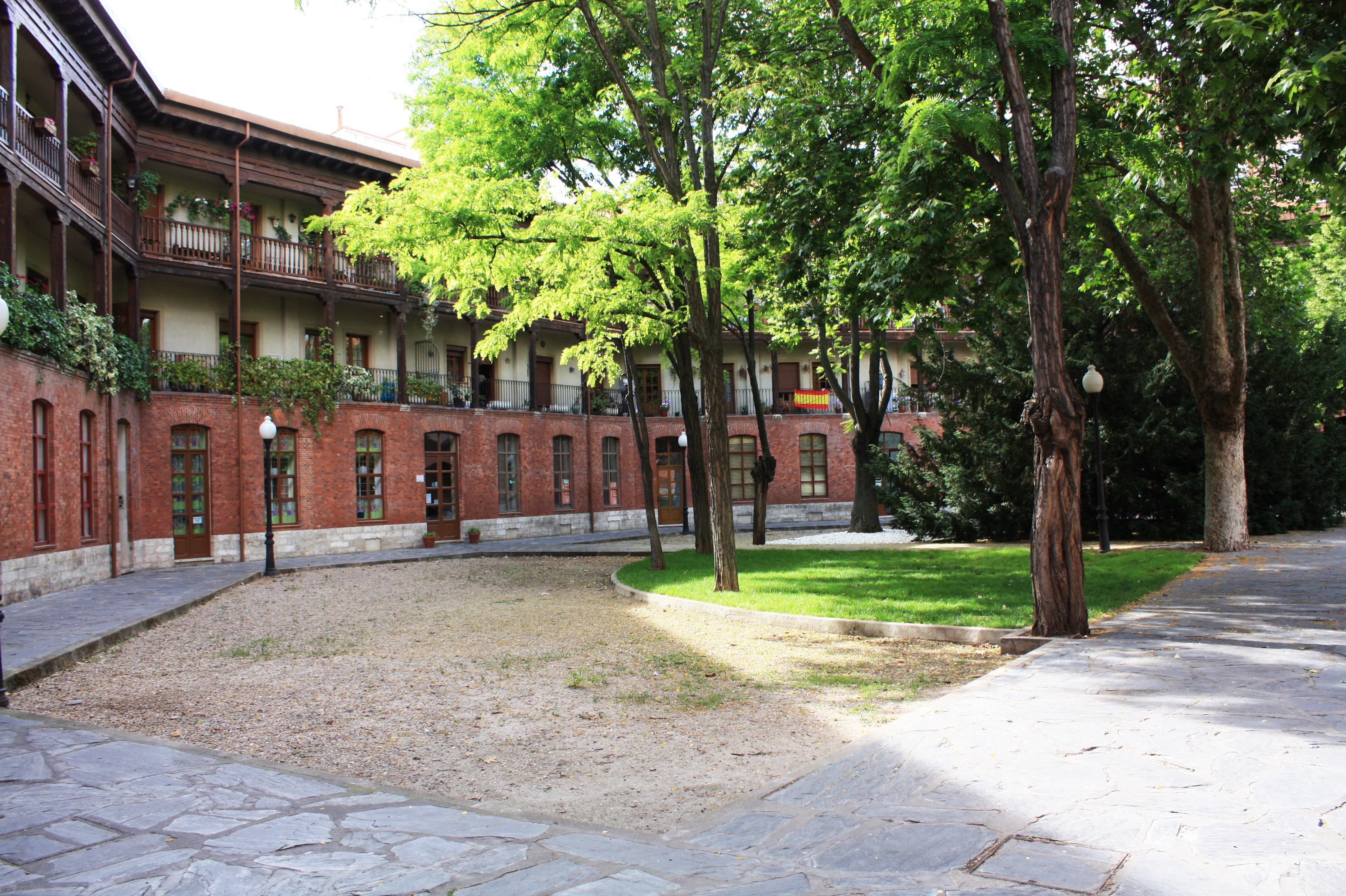
Plaza del Viejo Coso.Valladolid

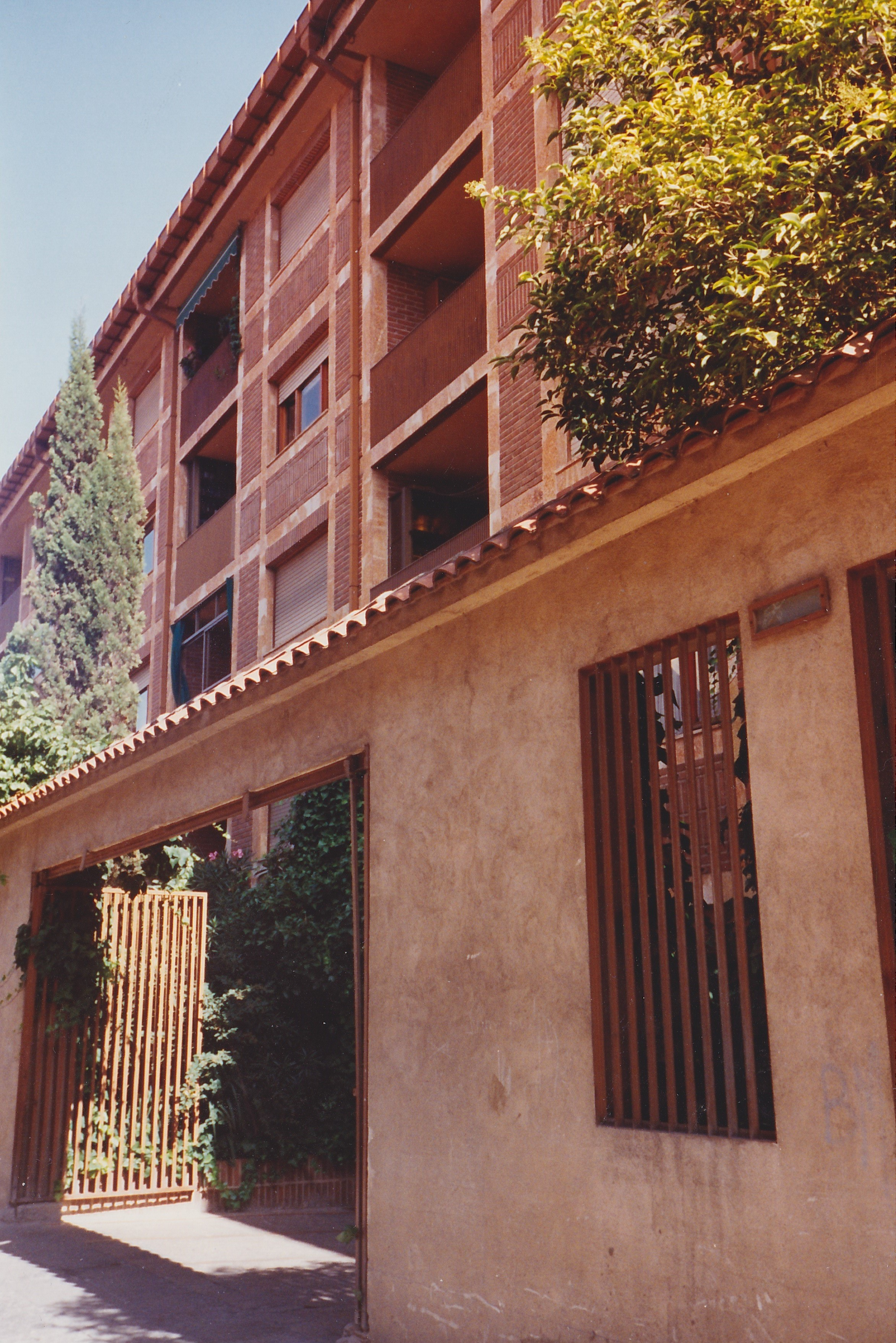
Edificio de calle Santo Domingo de Guzmán. Valladolid

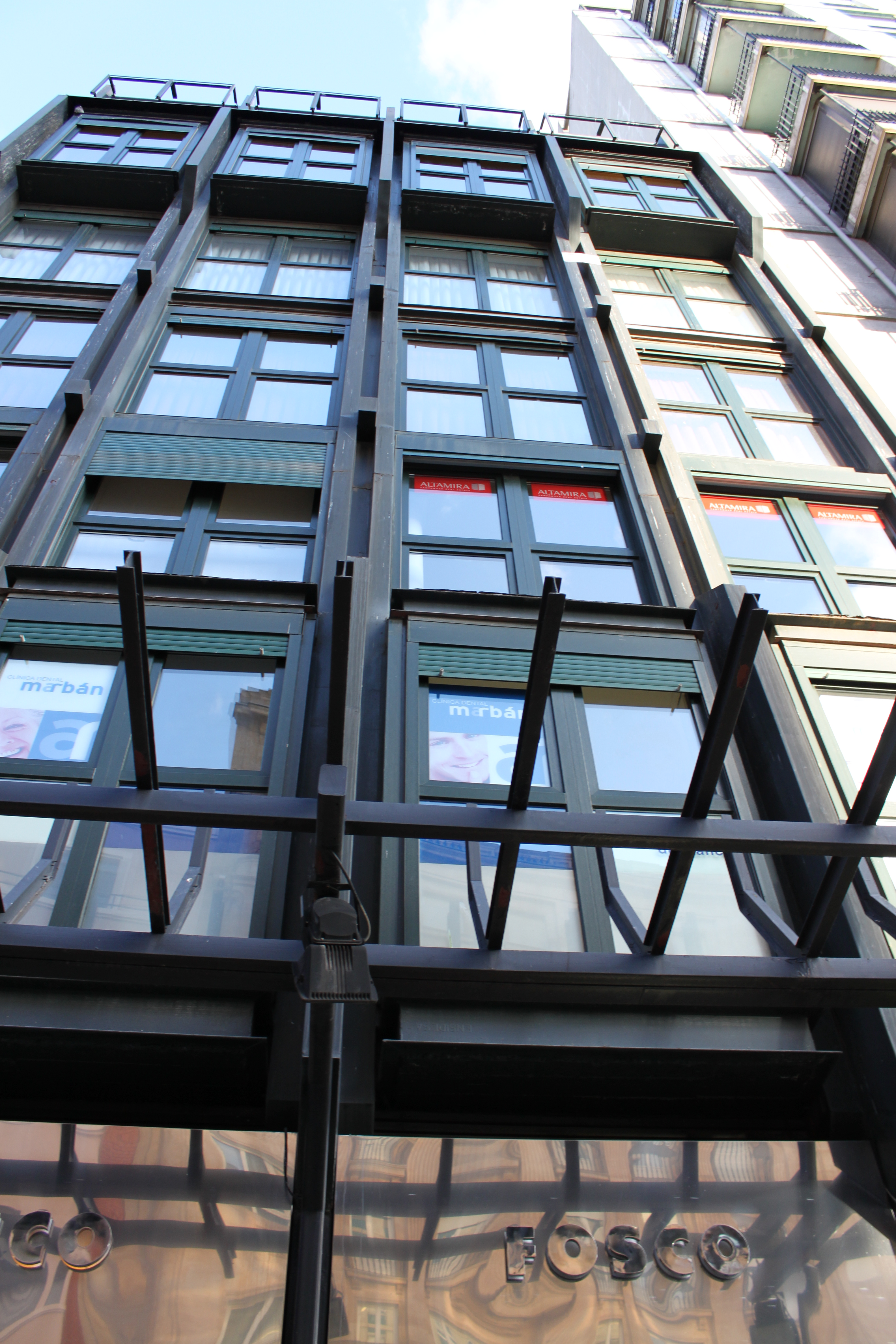
Edificio de calle Santiago. Valladolid

## Biografía
Obtiene el título de doctor arquitecto en la Escuela Técnica Superior de Arquitectura de Madrid, donde se graduó en 1969. Ha sido profesor de la E.T.S. de Arquitectura de Madrid (con docencia en la Sección delegada en Valladolid) en la asignatura de Dibujo Técnico (curso 1969-70 y 1970-71); y profesor Adjunto y Encargado de Curso de la E.T.S. de Arquitectura de Valladolid, en las asignaturas de Dibujo Técnico (curso 1971- 72) y Análisis de Formas (cursos 1974-75 y 1975-76).
Abre estudio propio en Valladolid, donde trabaja en colaboración estable con Fernando Zaparaín y otros arquitectos (amas4arquitectura).
Desde 1982 es Académico de número de la Real Academia de Bellas Artes de la Purísima Concepción, de Valladolid, institución de la que fue Consiliario de la sección de arquitectura durante doce años, y Presidente desde el año 1996 hasta el 2002. En el año  2019 vuelve a ser elegido Presidente de la institución, cargo que desempeña hasta 2023. En enero de 2024 es nombrado Presidente de la Coral Vallisoletana.
Fue Presidente del Patronato de Gobierno del Colegio Mayor Peñafiel en Valladolid, formó parte como Vocal del Patronato del Museo Nacional de Escultura y fue miembro del Consejo asesor de la Fundación Mainel. Autor de diversos trabajos especializados en revistas profesionales.

## Escritos
- Acerca de la Ciencia, la Belleza y el Arte, discurso de ingreso en la Real Academia de Bellas Artes de la Purísima Concepción. Valladolid, 1982
- Viaje a Dinamarca, revista n.º 52 del Consejo Superior de los Colegios de Arquitectos. Madrid, 1982.
- Arquitectura española actual. Algunas consideraciones tecnológicas, Boletín n.º 29 Real Academia de Bellas Artes. 1994.
- A la memoria de Nicomedes Sanz y Ruiz de la Peña, Boletín n.º 33 Real Academia de Bellas Artes. 1998.
- Edificios singulares de Valladolid, Guía Cultural de Valladolid y Provincia. 1998.
- Papel e importancia de las Reales Academias en el s.XXI, Boletín n.º 34 Real Academia de Bellas Artes. 1999.
- Arte sacro: un proyecto actual Fundación Félix Granda. 2000
- Las Reales Academias como integradoras de las artes, ponencia en el II Congreso de Reales Academias de Bellas Artes de España. Valencia, 2001.
- La integración de las artes, un reto histórico, Boletín n.º 37 Real Academia de Bellas Artes. 2002.
- El arte de recuperar la belleza, Boletín n.º 40 Real Academia de Bellas Artes. 2005.
- Pensar, mejorar, orar, Boletín n.º 24 Cofradía Penitencial Jesús Nazareno. Valladolid, 2007.
- A los progresos de las Artes, Fundación Municipal de Cultura, Ayuntamiento de Valladolid, 2012.
- En contra del relativismo artístico, Discurso inaugural del curso académico 2015-16 en la Real Academia de Bellas Artes. 2015.
- Arte, pero qué es eso?, Boletín n.º 49 Real Academia de Bellas Artes. 2015.
- Una defensa del canon artístico occidental, Boletín n.º 50 Real Academia de Bellas Artes. 2016.
- Conocer Valladolid, prólogo de los tomos XII (2019), XIII (2020), XIV (2021), XV (2022). Real Academia de Bellas Artes.

## Obras Representativas
- Apartamentos en Santo Domingo de Guzmán 19. Valladolid 1976
- Viviendas en calle Santiago 29. Valladolid 1981
- Rehabilitación del Viejo Coso taurino para viviendas. Valladolid 1981
- Centro de integración social para lesionados medulares. Valladolid 1994
- Rehabilitación de la Iglesia de San Ginés en Villabrágima. Valladolid 1997
- Centro residencial para lesionados medulares ASPAYM. Valladolid 2001
- Centro deportivo y cultural NIARA.
- Hotel Enara. Valladolid 2011
- Centro de día para personas con discapacidad psíquica INTRAS en Toro. Zamora 2011
- Centro para personas con discapacidad ASPAYM. León 2011
- Bodegas Pago de Carraovejas en Peñafiel. Valladolid 2012
- Sede y Centro de Día INTRAS. Valladolid 2016
- Centro de Día ASPAYM. Ávila 2018

## Premios
- 2000 - Diploma por la International Academy of Architecture en la IX Trienal Mundial de Arquitectura en Sofía, Bulgaria (Interarch´2000).
- 1997 - Medalla de Plata y Laureada por la International Academy of Architecture en la VIII Trienal Mundial de Arquitectura en Sofía, Bulgaria (Interarch´97).
- 1987 - Representación del Consejo Superior de Arquitectos de España en el Encuentro Internacional sobre Rehabilitación de Edificios y Premio del Real Instituto de Arquitectos Holandeses.
- 2019 - Premio Honor Faith & Form International Awards. American Institute of Architects. Nueva York (EE. UU.).
- 2020 - Accésit XI Premios Arquitectura y Urbanismo Castilla y León. Coacyle-Coal.

## Véase también

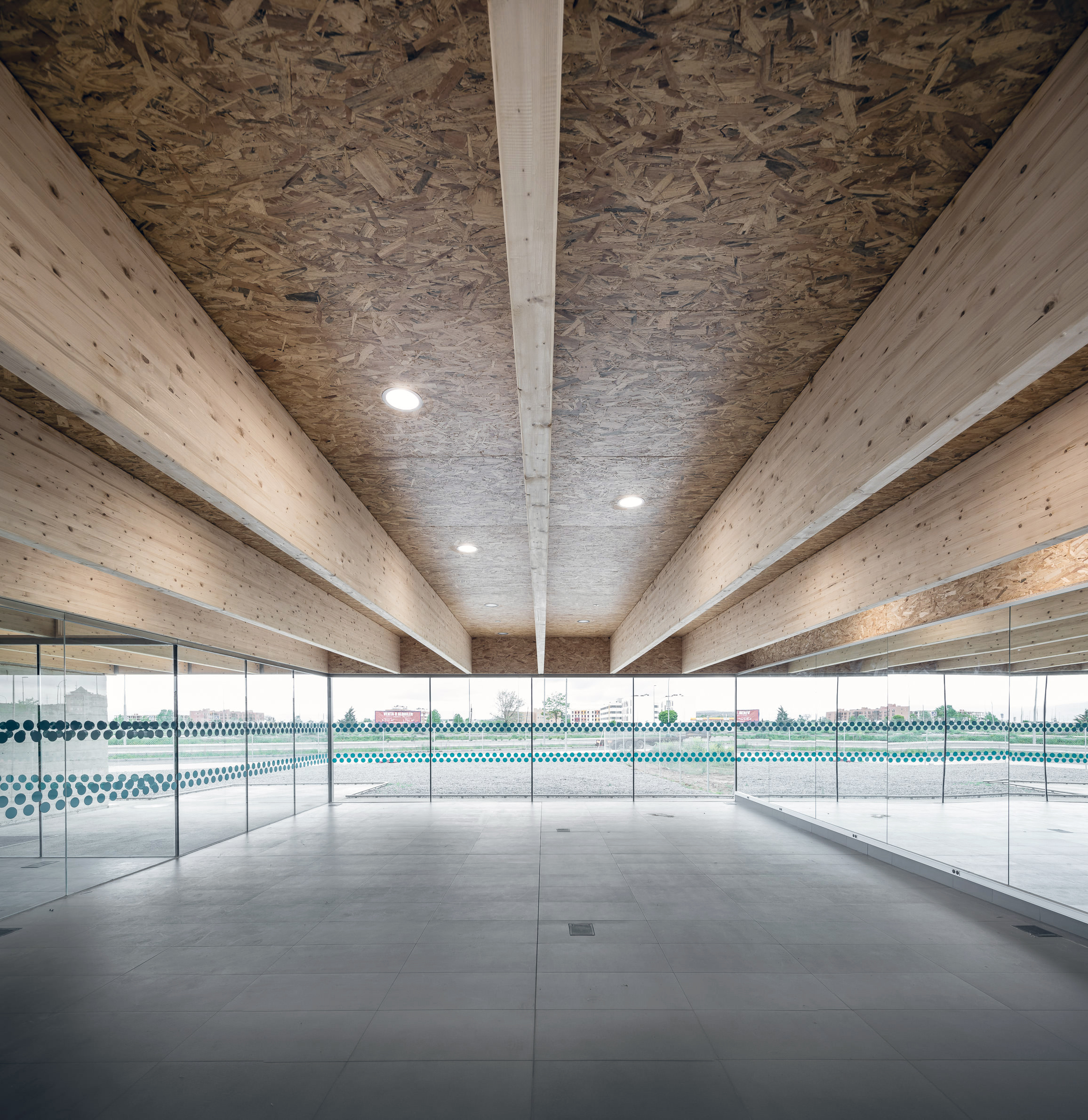
Centro de día ASPAYM. Ávila